# Giada Bianchi
Giada Bianchi (* 11. November 2001 in Monza) ist eine italienische Beachvolleyballspielerin. Sie wurde 2024 Meisterin ihres Heimatlandes.

## Karriere
Die in der Lombardei  aufgewachsene Sportlerin spielte zuerst Hallenvolleyball in ihrem Heimatort bei Vero Volley Monza. Auch in ihrem Freshman Jahr an der Florida International University unterstützte sie zunächst ihre Bildungsstätte als Außenangreiferin. 2020 wurde sie mit Erika Ditta Siebte bei den Beachvolleyball-Europameisterschaften der unter Zwanzigjährigen. Zwei Jahre später belegte sie mit Aurora Mattavelli den geteilten neunten Rang bei der nächst älteren Jahrgangsstufe des kontinentalen Wettbewerbs. In der Saison zuvor gewann sie für die Golden Panthers 21 Spiele bei sieben Niederlagen. Einen Großteil der Begegnungen bestritt sie mit Rachele Mancinelli, mit der sie später auch außerhalb des Hochschulsports antrat. Gemeinsam mit Paige Kalkhoff erreichte Bianchi 2022 als Sophomore ein 24:8 Resultat. Eine Saison danach war sie mit verschiedenen Partnerinnen an der Hochschule aktiv. Ihre 22 Siege, die sie zumeist gegen ranghofe Gegnerinnen erzielte, waren die zweitmeisten in ihrem Team. Außerhalb des Universitätssports erreichte sie mit Mancinelli die Runde der letzten Acht beim Futures in Lecce sowie den dritten Platz bei einer Etappe der italienischen Meisterschaft.
Die größeren Erfolge kamen jedoch erst mit der Partnerschaft mit Reka Orsi Toth. Silber beim Futures in Messina sowie Gold bei den Mittelmeer-Strandspielen war 2023 die Ausbeute. 2024 spielte Bianchi ausschließlich mit Orsi Toth, die mit ihr auch seit diesem Jahr gemeinsam an der Florida International studierte. Für die Golden Panthers siegten die beiden in ihrer Senior-Spielzeit als topgesetztes Team ihrer Bildungsstätte dreißig Mal bei nur drei Niederlagen. Für diese Leistung wurden sie ins All-CUSA First Team und in First Team AVCA All-American berufen.  Weitere Erfolge der Spielzeit außerhalb des Unisports waren bei Futures Gold in Corigliano-Rossano, Silber in Battipaglia sowie Bronze in Cervia und Messina, Achtelfinalteilnahmen bei der Europameisterschaft und beim Elite16 in Hamburg. Bei der Meisterschaft ihres Heimatlandes konnten sie drei von sieben Etappen gewinnen. Nach dem Sieg bei der letzten Veranstaltung waren sie zum ersten Mal gemeinsam italienische Meisterinnen.

## Auszeichnungen
- 2022: AVCA Second Team All-American
- 2024: All-CUSA First Team
- 2024: First Team AVCA All-American[2]

## Sonstiges
Giada ist die Tochter von  Ester Franco and Alessandro Bianchi. Ihre letzte Schulzeit vor dem Studium verbrachte sie im Liceo Scientifico Paolo Frisi.